# Корніхон західний
Корніхон західний (Calyptophilus tertius) — рідкісний вид горобцеподібних птахів родини Calyptophilidae. Ендемік острова Гаїті, мешкає в горах Сьєрра-де-Баоруко, Отт і Сель. Коричнево-сірий птах з білими грудьми, довгим гострим дзьобом і довгим хвостом, нагадує пересмішників. Він більший за східний корніхон, відрізняється від нього темнішим оперенням і майже повною відсутністю жовтих міток. Раціон цього затайливого птаха, мабуть, включає фрукти і дрібних безхребетних. На початку XXI століття було виявлено громіздкі чашеподібні гнізда, які птахи забезпечують куполом і входом та влаштовують у густому чагарнику на висоті близько 1,5 м. Шкіра вилуплених пташенят покрита довгим чорним пухом.
Міжнародний союз охорони природи відносить його до вразливих видів. Calyptophilus tertius був описаний Александром Ветмором 1929 року. Деякі вчені виділяли два підвиди, тоді як інші синонімізували його з корніхоном, збільшуючи кількість підвидів останнього до чотирьох. Вид належить до роду корніхони, який було виділено Міжнародною спілкою орнітологів у монотипову родину Calyptophilidae.

## Опис
Корніхони західні є птахами середнього розміру з довжиною тіла 20–21 см та масою 40,2–55,3 г. Американські орнітологи Александер Ветмор і Бредшоу Голл Свейлс (англ. Bradshaw Hall Swales) 1831 року наводили такі розміри: довжина крила — 97,3 мм, хвоста — 102 мм, дзьоба — 23,9 мм, цівки — 31,2 мм. Цей вид трохи більший за споріднений корніхон східний (Calyptophilus frugivorus).
C. tertius має довгий гострий дзьоб, великі сильні оперені і неоперені частини ніг, довгий хвіст, закруглений на кінці. Оперення тьмяне, голова забарвлена в насичений оливково-коричневий колір, темніший на маківці, на вуздечці же (області між дзьобом і оком) розташована невелика руда пляма. Оперення зверху рудувато-коричневе, горло і оперення грудей — біле, обабіч грудей і знизу переходить у сірувато-коричневе. Покривне пір'я під крилом жовтувате, їх можна помітити на згині крила. Райдужка ока темно-коричнева; надьзобок — чорний, підьзобок — світло-сірий. Ноги сірого кольору. Статевий диморфізм в оперенні відсутній. Молоді особини описані не були. Під час досліджень у національному парку Сьєрра-де-Баоруко вчені визначали самців та самиць C. tertius за різницею у розмірах: довжина крила самця становила в середньому 93,44 мм, самиці — 83,5 мм, довжина хвоста — 105,81 мм і 89,42 мм відповідно; маса — 53,58 г і 44,67 г.
Американський орнітолог Джеймс Бонд 1928 року описував C. tertius як одного з наймайстерніших співаків Домініканської Республіки, порівнюючи його пісні «chip-chip-chip-swerp-swerp-swerp» або «swerp-swerp-swerp-chip-chip-chip» з цоканням дешевих годинників. Пісню C. tertius «wee-chee-chee-chee», яку виконують і самці, і самки, можна почути переважно на світанку. Бонд порівнював спів Calyptophilus tertius з волоочками (Troglodytes) і стверджував, що він сильно відрізняється від співу пальмових танагрів (Phaenicophilus).
Зовнішній вигляд і вокалізація C. tertius дуже схожа на корніхонові. Окрім трохи більших розмірів, він відрізняється темнішим оперенням з рудими відтінками у верхній частині, відсутністю жовтого кільця навколо ока і набагато довшим хвостом. Вокалізація C. tertius слабша і шумніша, ніж у C. frugivorus. Подібні розміри мають тамтешні два представники роду справжні дрозди (Turdus), які також воліють проводити час біля землі, але їхнє оперення помітно червоніше. Крім того, зовнішнім виглядом птахи нагадують пересмішників (Mimus).

## Поширення

### Ареал

Ареал Calyptophilus tertius

C. tertius мешкає високо у гірських дощових лісах на південному заході острова Гаїті. На території Домініканської Республіки його ареал переважно припадає на Сьєрра-де-Баоруко, а на території держави Гаїті — на масиви Отт (фр. Massif de la Hotte) та Сель (Massif de la Selle). Загальна площа безпосереднього ареалу (англ. extent of occurence) становить 15 100 км². Птахів відзначали на висоті 745–2200 м над рівнем моря; на думку фахівців Міжнародного союзу охорони природи, птахи зустрічаються на висоті 1000–2200 м над рівнем моря. У Домініканській Республіці в горах Сьєрра-де-Баоруко, у частині Центральної Кордильєри та на південних схилах Сьєрра-де-Неїба (Sierra de Neiba) птахи зустрічаються на висоті від 1300 м. Докладні дослідження зв'язку геології острова з поширенням корніхонів опублікували Андреа Таунсенд (Andrea Townsend) із співавторами 2017 року.
C. tertius віддає перевагу широколистяним лісам і густим чагарникам, особливо вздовж ярів і біля струмків; веде осілий спосіб життя. Під час досліджень у національному парку Сьєрра-де-Баоруко на висоті 1775–1850 м над рівнем моря одна ділянка, на якій спостерігали C. tertius, була широколистяним лісом, що примикає до хвойного з переважанням сосни західної (Pinus occidentalis) до 25 м заввишки з рідким підліском, а інша — широколистяним лісом з повсюдними вкрапленнями хвойних дерев.

### Охоронний статус
Міжнародний союз охорони природи відносить C. tertius до уразливих видів (VU). На підставі відомої щільності птахів у деяких частинах ареалу та площі самого ареалу чисельність виду оцінюється в 10–20 тисяч особин, або 6,7–13,3 тисяч дорослих особин. Деякі дослідники вважають, що це найрідкісніший і вразливіший ендемічний вид острова Гаїті. Птахи, мабуть, вже вимерли в горах Сель.
За 2003–2014 роки площа лісів у його ареалі скоротилися на 5 %. Втрата довкілля істотно впливає на чисельність птахів, хоча у деяких високогірних регіонах птахи зустрічаються ще досить часто. У межах ареалу знаходиться кілька заповідників як на території Домініканської Республіки, так і на території Республіки Гаїті, однак загальна бідність не дозволяє здійснювати природоохоронні заходи в достатньому обсязі. Недавній землетрус 2010 року також вплинув на збереження довкілля корніхона західного.

## Харчування
C. tertius — дуже потайливий птах, який шукає собі прокорм на землі. Про раціон відомо мало, можливо, він включає дрібних безхребетних та невелику кількість фруктів. Як і корніхони східні, птахи годуються парами.

## Розмноження
Сезон розмноження, ймовірно, припадає на травень – липень. 16 травня 2002 року та 18 травня 2003 років було виловлено самиць з добре утвореною насідною плямою.
Одне з двох відомих гнізд C. tertius було виявлено 17 травня 2002 року, інше — 9 червня 2004 року. До цього Бонд 1943 року повідомляв про гніздо, яке могло належати корніхону західному. Для пошуку гнізд вчені відловили птахів і забезпечили їх радіомаяками, їм також вдалося вперше виявити гніздо білокрилого пісняра (Xenoligea montana) (два гнізда цього птаха, відзначені на початку 1900-их років, було поставлено вченими під сумнів, оскільки сильно відрізняються від сучасних). Гнізда C. tertius були розташовані на висоті 1–1,5 м над землею. Одне знаходилося в гущавині на своєрідній горизонтальній підстилці під гіллям широколистяного чагарника заввишки 2,5 м, що виступає над рештою підліску, а інше — на стовбурі Pimenta racemosa var. ozua на лісовій галявині неподалік часто використовуваної пішохідної стежки. Висота дерева досягала 13 м, крона починалася з 7,5 м, а поперечник стовбура в районі грудей становив 19,7 см.
Корніхон західний будує громіздке чашеподібне гніздо з нависним куполом і «парадним» входом. Основною сировиною служать дрібні гілочки 2–4,5 мм у поперечнику (у другому випадку вчені відзначили кілька «основних» гілочок у конструкції гнізда) та грубі трав'янисті стебла, вусики винограду, мох, листові лишайники. Зовні гніздо вкрите цілісним листям широколистяних дерев, було виявлено листя щонайменше трьох видів дерев. Зсередини чаша гнізда вистелена дрібними стеблами та шматочками листя. У першому випадку зовнішні розміри гнізда склали 21,5 см від задньої стінки до основи гнізда та 14,5 см від задньої стінки до верху вхідного отвору, відстань між сторонами гнізда — 23,5 см; внутрішні розміри склали 13,1 см від задньої стінки до передньої, 11,1 см між сторонами гнізда, глибина чаші — 5 см, а загальна висота — 13,1 см. У другому випадку зовнішні розміри склали 28,5 см від задньої стінки до передній, 27 см між сторонами, 26 см — висоту гнізда; внутрішні розміри склали 9,1 смвід задньої стінки до передньої, 7,7 см між бічними стінами, 5,5 см — глибину чаші та 14,3 см — висоту; висота входу — 8,7 см, ширина — 8,2 см.
Одне зі знайдених гнізд, найімовірніше, зазнало атаки хижаків і було вже порожнє, під ним було виявлено яєчну шкаралупу. У другому гнізді 9 червня було виявлено два світло-блакитні яйця з нерівномірними світло-коричневими та темно-коричневими плямами. Розміри яєць склали 27,8 × 18,7 мм і 28,9 × 18,8 мм.
Пташенята з'явилися на світ 19 та 20 червня. Їхня шкіра темно-рожевого кольору була вкрита довгим чорним пухом; дзьоби були білуватими. Останній раз пташенят бачили вдень 25 червня, мабуть, гніздо також зазнало атаки хижаків (найпевніше, ссавців). Під час спостережень птах меншого розміру (імовірно, самка) залишався на гнізді 10–15 хвилин щогодини, повернувшись обличчям до входу. Вирощуванням пташенят займалися обоє батьків: самець брав участь час від часу, а самиця, якщо не сиділа на гнізді, приносила їжу кожні 15–20 хвилин. Окрім того, вона видаляла фекалії із гнізда. Самець регулярно виконував пісні на відстані не більше 10 м від гнізда. Під час годування самиця видавала короткий сигнал «chip-chip», а наближаючись до гнізда «tick, tick, tick, tick …».
Вчені, що виявили гнізда, вказують на високий ризик нападу хижаків, особливо інвазивних кішки (Felis catus), чорного (Rattus rattus) і сірого (Rattus norvegicus) пацюків, на низькорозташовані гнізда.

## Систематика
C. tertius був описаний Александром Ветмором 1929 року на основі декількох представників, пійманих на схилах гірського масиву Гот на південному заході острова 1917 року експедицією Вільяма Брюстера і Леонарда Сенфорда. Ветмор і Свейлс виділяли два підвиди Calyptophilus tertius: птахів зі схилів масиву Сель, що відрізняються оливковішим кольором оперення і трохи меншими розмірами, вони відносили до підвиду Calyptophilus tertius selleanus. Попри пропозицію Ветмора і Свейлса, багато вчених розглядали усі різновиди корніхонів у рамках виду Calyptophilus frugivorus. Повторна пропозиція розділити вид на два надійшла від Недри Клейн (Nedra Klein), яка 1999 року провела морфологічний і молекулярний розбір одного птаха із С'єрра-де-Баоруко й одного птаха зі С'єрра-де-Нейба (Sierra de Neiba) та означила різницю між представниками роду. Пізніше ці дослідження було підтверджено іншими вченими, і Міжнародний союз орнітологів виділив птахів в окремий вид Calyptophilus tertius. Згідно з класифікацією Міжнародної спілки орнітологів підвидів не виділяється.
Рід корніхони (Calyptophilus) у різний час вчені відносили до пересмішникових (Mimidae) (на підставі помилкового підрахунку числа першорядного махового пір'я) або до танагрових (Thraupidae). Кіт Баркер (F. Keith Barker) зі співавторами 2013 року опублікував вислід молекулярних досліджень близько 200 видів північноамериканських горобцеподібних птахів з дев'ятьма маховими пір'ям, яких традиційно виділяють у велику групу. Згідно з цими дослідженнями, корніхони є сестринським таксоном по відношенню до великої клади, що включає кардиналових (Cardinalidae), танагрових і Mitrospingidae (ще одна нова родина, виділена за вислідами цього дослідження). На їхній основі Міжнародна спілка орнітологів виділила рід у монотипову родину Calyptophilidae.